# Замковая гора (Киев)
За́мковая гора (укр. Замкова гора), также Хоривица, Киселёвка, Флоровская или Фроловская гора — исторический холм в центре Киева в Подольском районе на правом высоком берегу Днепра. Представляет собой останец, отделённый от соседнего плато Старокиевской горы размывом, произошедшим в четвертичном периоде. Высота над уровнем Днепра 80 м. Расположен между Старокиевской горой, Щекавицей и урочищем Гончары-Кожемяки с одной стороны и киевским Подолом — с другой.

## История

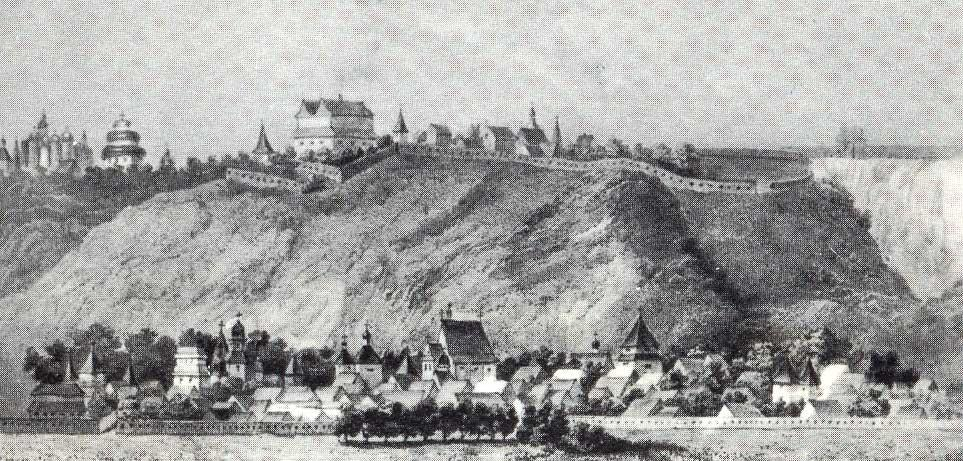
Вид Подола и Замковой горы на рисунке Абрахама ван Вестерфельда (1651). Господствующим строением на Замковой горе является дом Адама Киселя

Согласно археологическим данным первое поселение на территории Хоривицы возникло в бронзовом веке. По мнению ряда исследователей, резиденция полянского князя Кия могла располагаться именно на данной возвышенности ещё задолго до постройки Старокиевского городища на одноимённой горе, которое положило начало городу Киеву. Во второй половине IX века на Хоривице появляется поселение лука-райковецкой культуры, которое имело площадь 2,5 га. Его кольцом опоясывали другие небольшие лука-райковецкие поселения: селище Кудрявец с запада, селище на холме Детинка и городище на Старокиевской горе (1,5 га) с юга, селище на горе Воздыхальница с востока. В летописи Старокиевское городище называется «двором теремным» с «теремом вне града» и отмечается, что сам «град Киев» располагался в другом месте, скорее всего, — на Хоривице.

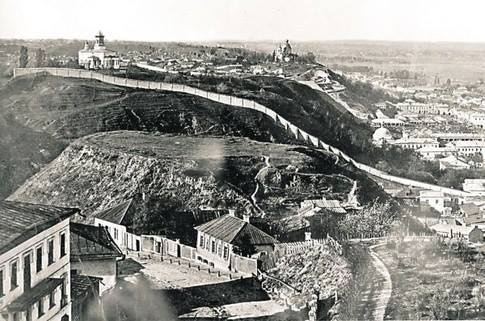
Замковая гора в XIX веке принадлежала Флоровскому монастырю, вершину украшала Троицкая кладбищенская церковь

Под литовским владычеством центром города в 1370—1380-х годах стал Подол, а на Хоривице сооружается деревянный замок воеводы Владимира Ольгердовича, давший горе новое название Замковая. Замок был сожжён во время разорения Киева 1482 года войском крымского хана Менгли Герея, но в 1532—1545 годах был восстановлен и перестроен заново. В 1651 году восставшие запорожские казаки сожгли восстановленный замок, который принадлежал польскому магнату русского происхождения Адаму Киселю (в связи с которым гора получила ещё одно название — Киселёвка). После уничтожения построек гора долгое время использовалась местными жителями под огороды и бахчи. В 1816 году на Замковой горе было образовано кладбище для населения Подола, Гончаров и Кожемяк, а также священнослужителей Флоровского женского монастыря, который владел горой с 1854 года, и располагается у подножья горы со стороны Подола. В 1857 году на горе была возведена кладбищенская церковь во имя Пресвятой Троицы, а кладбище было обнесено кирпичным забором, остатки которого сохранились до наших дней. Официально кладбище существовало до 1921 года, но функционировало вплоть до 1950-х годов. На кладбище были погребены профессор-литературовед Н. И. Петров, профессор-химик П. П. Алексеев, инженер-изобретатель проката рельс на Боткинских заводах В. А. Жмакин и многие другие. Троицкая кладбищенская церковь была снесена в 1930-е годы. В 1940 году на Замковой горе была построена радиостанция, которая использовалась для глушения сигналов иностранных радиовещательных станций. В начале 1990-х годов вышка была демонтирована.

## Настоящее время
Замковая гора входит в историческо-архитектурный комплекс «Древний Киев», который охраняется государством и является частью небольшого естественного парка в районе Подола как один из двух холмов, расположенных рядом с Андреевским спуском.